# Prasonicella
Prasonicella es un género de arañas araneomorfas de la familia Araneidae. Se encuentra en  Madagascar y Seychelles.

## Lista de especies
Según The World Spider Catalog 12.0:
- Prasonicella cavipalpis Grasshoff, 1971
- Prasonicella marsa Roberts, 1983